# Rafael Cifuentes Latham
Rafael Cifuentes Latham (San Bernardo, 1 de febrero de 1899-Santiago, 14 de septiembre de 1945) fue un abogado y político conservador chileno. Hijo de Luis Eduardo Cifuentes Gómez y Luisa Latham. Contrajo matrimonio con Francisca Carrasco (1929). 
Estudio en el Colegio San Ignacio y en la Facultad de Derecho de la Universidad de Chile, donde se graduó de abogado. Se dedicó a la agricultura en Ñuble, donde explotó el fundo Dañicalqui en Yungay.

## Actividades políticas
Militante del Partido Conservador. Fue regidor de la municipalidad de Yungay (1929-1931).
Fue elegido diputado por la 16.ª agrupación departamental, correspondiente a las comunas de Chillán, Bulnes y Yungay (1933-1937), participando de la comisión permanente de Defensa Nacional. Reelegido diputado por la misma agrupación de comunas (1937-1941).
Fue dos veces más elegido diputado por la 16.ª agrupación departamental (1941-1945 y 1945-1949), formando parte de las comisiones permanentes de Asistencia Médico-Social e Higiene.
Sin embargo, falleció el 14 de septiembre de 1945. Héctor Zañartu Urrutia (Partido Conservador) se incorporó en su reemplazo el 18 de diciembre del mismo año, tras vencer en las elecciones complementarias, con 8439 votos frente al Partido Democrático con Miguel Ángel Vega (2413 votos) y al socialista con Pedro Poblete Vera (1654 votos).

## Membresías
Fue socio de la Sociedad Nacional de la Agricultura, del Club de La Unión y de otros clubes sociales de la provincia de Ñuble.